# Corque
Corque (Aymara: Kurki) ist eine Ortschaft im Departamento Oruro im südamerikanischen Anden-Staat Bolivien.

## Lage im Nahraum
Corque ist der zentrale Ort des Municipios Corque und Verwaltungssitz der Provinz Carangas. Die Ortschaft liegt auf einer Höhe von 3775 m im Flusstal des Río Corque am südlichen Ende der Serranía de Huayllamarca, eines etwa 100 Kilometer langen Höhenrückens, der sich auf dem Altiplano in nordwestlich-südöstlicher Richtung erstreckt.

## Geographie
Corque liegt im andinen Trockenklima des Altiplano, zwischen den Höhenzügen der Cordillera Oriental und der Cordillera Occidental. Das Klima der Region ist ein typisches Tageszeitenklima, bei dem die mittleren Temperaturen im Tagesverlauf stärker schwanken als im Jahresverlauf.
Die Jahresdurchschnittstemperatur liegt bei gut 7 °C (siehe Klimadiagramm Corque), die monatlichen Durchschnittswerte schwanken zwischen 3 °C im Juni/Juli und etwa 10 °C von Dezember bis Februar. Der mittlere Jahresniederschlag beträgt knapp 300 mm und fällt zu 80 Prozent in den Monaten Dezember bis März, der Rest des Jahres ist arid mit Monatswerten von weniger als 15 mm.

## Verkehrsnetz
Corque liegt in einer Entfernung von 80 Straßenkilometern südwestlich von Oruro, der Hauptstadt des Departamentos.
Von Oruro aus führt die Nationalstraße Ruta 12 über Toledo nach Corque und weiter über Ancaravi, Opoqueri, Huachacalla und Pisiga an der chilenischen Grenze nach Colchane in Chile.

## Bevölkerung
Die Einwohnerzahl der Stadt ist in den vergangenen beiden Jahrzehnten leicht zurückgegangen:
| Jahr | Einwohner | Quelle       |
| ---- | --------- | ------------ |
| 1992 | 1100      | Volkszählung |
| 2001 | 845       | Volkszählung |
| 2012 | 1000      | Volkszählung |
| 2024 |           | Volkszählung |

Die Region weist einen hohen Anteil an Aymara-Bevölkerung auf, im Municipio Corque sprechen 93,1 Prozent der Bevölkerung Aymara.